# Тед Вільямс (медіа-персона)
Теодор Фред Вільямс, також відомий як The Man with the Golden Voice (укр. Чоловік із золотим голосом) — американський диктор, радіоведучий та актор озвучування.
Вільямс народився в Брукліні, штат Нью-Йорк, і вперше здобув невелику популярність на початку 1980-х років як нічний діджей на радіостанції WVKO в Колумбусі, штат Огайо. Після понад десяти років роботи на радіо Вільямса звільнили у 1994 за алкоголізм і зловживання наркотиками, і незабаром він став безхатьком.
У січні 2011 року Вільямс привернув до себе широку увагу ЗМІ, коли інтерв'ю, зняте в період, коли він був бездомним, стало вірусним після розміщення на YouTube, і згодом Вільямс отримав численні пропозиції роботи. Вперше майже за 20 років Вільямс знайшов стабільну роботу. Він є співавтором книги «Золотий голос: як віра, працьовитість і смирення привели мене з вулиці до спасіння», написаної у співавторстві з Бретом Віттером. Є засновником «Проекту Теда Вільямса», некомерційної організації, що обслуговує притулки для бездомних.

## Передісторія
Тед Вільямс народився і виріс у Брукліні, Нью-Йорк. Відслужив три роки в армії США, був з честю звільнений у запас і відвідував школу акторської майстерності. Його натхнення стати диктором радіо з'явилося під час екскурсії в 1971 році у віці чотирнадцяти років, коли він виявив, що диктор, якого він чув, виглядав зовсім не так, як він собі уявляв. Пізніше Вільямс працював у нічні зміни на радіостанції WVKO в Колумбусі, коли станція грала музику в стилі соул.
За словами Вільямса, його життя почало розвалюватися у 1986 році через зловживання наркотиками та алкоголем, а також втрату інтересу до своєї кар'єри. У 1994 році його виселили зі свого будинку. Протягом цього періоду Вільямса заарештовували щонайменше сім разів за звинуваченнями у крадіжці, зберіганні наркотиків, втечі та пограбуванні. Він також був притягнутий до кримінальної відповідальності за зловживання наркотиками, незаконне проникнення на чужу територію та приставання до перехожих. Вони призвели до двох тюремних ув'язнень: у 1990 році Вільямс відсидів три місяці за крадіжку, а в 2004 році — майже два місяці за крадіжку, підробку документів і перешкоджання офіційній діяльності.
Є батьком дев'ятьох дітей: двох хлопчиків і семи дівчаток.

## Визнання та реакція
Дорал Ченовет, відеооператор газети Columbus Dispatch в Колумбусі, штат Огайо, записала інтерв'ю з Вільямсом і розмістила його на сайті газети 3 січня 2011 року. На записі, зробленому в період, коли Вільямс був бездомним, Вільямс стоїть на дорозі, тримаючи в руках картонну табличку з написаною від руки рекламою його голосу і проханням про пожертвування. На записі Ченовет просить Вільямса продемонструвати свій голос. На відео видно, як розпатланий Вільямс з вдячністю приймає пожертвування та імпровізує завершену промо-акцію радіостанції. Відео завершується коротким інтерв'ю, в якому Вільямс розповідає про свою освіту та проблеми, що призвели до його безпритульності. Відео було перепощено на YouTube, де воно привернуло значну увагу. Водночас історія Вільямса привернула увагу на сайтах соціальних новин, де користувачі жертвували гроші, одяг і пропонували роботу.
5 січня 2011 року Вільямс з'явився на місцевих радіопрограмах і дав інтерв'ю для Ранкового шоу на каналі CBS. Він дав інтерв'ю на каналі Today 6 січня, в якому розповів, що його інтерв'ю буде присвячене озвучуванню реклами для компанії Kraft Foods. 10 січня на підтримку Вільямса був створений сайт для збору коштів TedWilliamsYourVoice.
Згодом Вільямс отримав кілька пропозицій про роботу. 5 січня 2011 року баскетбольна команда НБА Клівленд Кавальєрс запропонувала йому роботу і житло. Пропозиція передбачала, що Вільямс буде працювати повний робочий день диктором для Кавальєрс та Quicken Loans Arena. Вільямс відповів: «Це найкраща пропозиція!». 7 січня 2011 року Вільямс був офіційно найнятий MSNBC для озвучування телепрограм. Вільямс також став голосом нової телевізійної кампанії Kraft Foods, яка стартувала на ESPN під час Кубка Kraft Fight Hunger Bowl 2011.
Вільямс сказав, що залишався тверезим з середини 2008 року, але знову почав пити після уваги ЗМІ. 12 січня 2011 року, після тривалої розмови тет-а-тет з телепсихологом Філом Макгро, Вільямс зізнався, що знову почав вживати алкоголь, і погодився поїхати до Origins Recovery Center, реабілітаційного центру для наркозалежних у Техасі, організованого Макгро. Він також взяв на себе зобов'язання відвідувати курси реабілітації від алкоголізму. Вільямс виписався з реабілітаційного центру через 12 днів.
Пізніше, в лютому 2011 року, Вільямс, розмірковуючи про те, чому він покинув реабілітаційний центр, сказав журналістам: «Я люблю доктора Філа. Я не хочу жодним чином його образити. Я пішов з лікування, тому що воно було трохи за сценарієм, як мені здавалося. Не було ніякої анонімності. Я хочу, щоб він знав, що його турботи і занепокоєння не будуть марними. Я збираюся спробувати по-справжньому повернутися до нормального життя». Пізніше того ж місяця було оголошено, що реаліті-шоу «Другий шанс на життя» перебуває на стадії пре-продакшну з Вільямсом у ролі ведучого. Було заплановано другий сезон, але він так і не відбувся.
9 березня 2011 року Вільямс знову дав інтерв'ю для Today, в якому подякував своїм наставникам, Ренді Томасу і Джо Чіпріано, і повідомив, що у нього все добре і він живе в будинку тверезості в Студіо-Сіті, Лос-Анджелес, штат Каліфорнія.
У квітні 2011 року Вільямс повернувся до Колумбуса для зйомок у рекламі місцевого магазину та реаліті-шоу.
6 травня 2011 року було оголошено, що Вільямс поїде до реабілітаційного центру в Техасі з емоційних причин, а не з причин, пов'язаних з наркотиками. У випуску книги та реаліті-шоу Вільямса було оголошено перерву до його повернення додому. Наступного дня газета The News-Herald повідомила, що команда Клівленд Кавальєрс відкликала свою попередню пропозицію про роботу для Вільямса.
У листопаді 2011 року New England Cable News оголосив, що Вільямс приєднався до NECN як офіційний голос кабельного каналу Нової Англії і буде працювати у своїй домашній студії в Дубліні, штат Огайо.
У лютому 2012 року він став «Золотим голосом кохання» для просування макаронів з сиром Kraft's Mac & Cheese в рамках кампанії на YouTube. Він читав вибрані твіти зізнання в коханні з 12 по 14 лютого.
14 травня 2012 року Вільямс дав інтерв'ю на The Today Show з Кеті Лі Гіффорд і Ходою Котб. В інтерв'ю він сказав, що вже більше року не вживає наркотики, працює, і у нього все добре. У своїй книзі «Золотий голос: як віра, працьовитість і смирення привели мене з вулиці до спасіння» він розповідає про те, як він займався проституцією разом зі своєю дівчиною, покинувши своїх дітей через кокаїнову залежність. Пізніше того ж місяця Вільямс з'явився на The Wendy Williams Show, щоб обговорити свій рецидив після того, як він став відомим, і подальше очищення. Він також розповів про те, що нарешті почав примирятися зі своїми дев'ятьма дітьми і жити зі своєю нареченою.
У січні 2013 року в сюжеті для Today Вільямс розповів, що зараз він живе в квартирі, постійно працює диктором рекламних роликів для Kraft Macaroni & Cheese і проводить багато часу, допомагаючи безхатченкам. Репортер стверджував, що у нього все ще напружені стосунки зі своїми «сімома» дітьми. Він також започаткував «Проект Теда Вільямса» з Kraft, некомерційним фондом, який забезпечує притулки для бездомних речами першої необхідності.
16 вересня 2013 року Вільямс відвідав програму Access Hollywood Live, щоб поговорити про свій новий фільм Бездомні. Фільм розповідає про суворі реалії життя бездомних на вулиці. Вільямс також розповів про те, як він вирішив оточити себе правильними людьми, а також про щоденну боротьбу за тверезість.
У червні 2015 року Вільямс оголосив, що балотуватиметься на посаду президента США як незалежний кандидат на виборах 2016 року. Вільямс зняв свою кандидатуру через оголошення на своїй сторінці у Facebook 26 серпня, висловивши своє розчарування кандидатурою Дональда Трампа.
У грудні 2015 року Вільямс оголосив у відео на Facebook, що він повернеться на WVKO як ведучий ранкового шоу, починаючи з понеділка 4 січня 2016 року. Станом на квітень 2016 року Тед Вільямс і «Золотий голос» більше не є частиною програми WVKO.
Станом на жовтень 2019 року він працює над новим реаліті-шоу під назвою «Другий шанс».
23 квітня 2021 року Вільямс оголосив, що балотується на посаду губернатора штату Огайо у 2022 році як демократ. Пізніше він відмовився від цього рішення.